# Talent (Oregon)
Talent è una città degli Stati Uniti d'America situata nell'Oregon, nella Contea di Jackson.